# 沙田繞道
沙田繞道（英語：Sha Tin Bypass）是香港新界沙田區一條已消失的道路，基本是現在的禾輋街與源禾路的前身。
在未有沙田繞道之前，大埔公路－沙田段是來往九龍與新界的主幹道，但由於1970年代香港政府發展沙田新市鎮，只有兩條行車線的大埔公路－沙田段便不敷應用。於是政府就在1974年建成了單向往九龍方向行走的沙田繞道，連結獅子山隧道公路與大埔公路－沙田段，沙田繞道與大埔公路－沙田段兩者成為一個順時針的迴旋處。
後來大埔公路－沙田段被擴闊為四線雙程行車，該段交通便大為改善，沙田繞道就沒有存在的必要，故此在1980年6月3日，政府將獅子山隧道公路與P5路（現稱沙田鄉事會路）之間一段沙田繞道永久封閉，成為沙田市中心一部分，剩餘部分就成為禾輋街以西一段源禾路及禾輋街，成為城門河西岸的主要公路。當中禾輋街過去連接大埔公路的路口仍然存在，該路口已隨著大埔公路沙田段擴建成現在的香港9號幹線而封閉。